# Койчуев, Турар Койчуевич
Турар Койчуевич Койчуев (кирг. Турар Койчуев; род. 4 сентября 1938, Сары-Булак, Калининский район) — советский и киргизский учёный, экономист. Доктор экономических наук, профессор. Действительный член Национальной академии наук Кыргызской Республики (1989), президент НАН КР (1993—1997). Государственный секретарь Кыргызской Республики (1990—1992), вице-премьер правительства Кыргызстана (1993).

## Биография
Родился 4 сентября 1938 года в селе Сары-Булак, Калининский район, Фрунзенская область, Киргизская ССР, СССР. Закончил среднюю школу № 6 имени И. В. Панфилова в городе Фрунзе (сейчас — Бишкек).
В 1956—1961 годах учился в Киргизском государственном университете, получил специальность «Экономическая теория — региональная экономика». После окончания университета работал старшим экономистом Ошского областного управления планирования. В 1962—1963 годах возглавлял планово-финансовый отдел областного производственного автомобильного треста.
В 1963 году поступил в аспирантуру Института экономики Академии наук Киргизской ССР. Являлся младшим научным сотрудником, старшим научным сотрудником, заведущим сектором, заведущий отделом и заместителя директора института.
В 1967 году защитил кандидатскую диссертацию в Ташкенте. В 1985 году защитил докторскую диссертацию в Москве.
В 1986 году получил учёное звание профессора. В 1987 году был избран членом-корреспондентом Академии наук Киргизской ССР. В 1987—1993 годах являлся вице-президентом АН Киргизской ССР. В 1989 году был избран действительным членом АН Киргизской ССР (с 1993 года — Национальная академия наук Кыргызской Республики). В 1993—1997 годах являлся президентом НАН КР.
В 1990—1992 годах являлся государственным секретарём Кыргызстана. В 1990—1993 годах являлся председателем Государственной комиссии по экономической реформе. В 1993 году являлся вице-премьером правительства Кыргызстана. В 1998—2008 года являлся директором Центра экономических и социальных реформ при Министерстве финансов Кыргызстана (с 2006 года — Центр экономических стратегий при правительстве Кыргызстана).
С 2008 года является профессором Кыргызско-Турецкого университета «Манас».

## Научная деятельность
Автор 387 научных работ, в том числе более 30 монографий.
Научные интересы связаны с политической экономией, экономической теорией, региональной экономикой, теорией экономических реформ, историей экономической мысли. В области экономической теории он внёс вклад в теорию регионального воспроизводства. Выявил закономерности и особенности
действия экономических законов на региональном уровне, определил критерии, методологические подходы к их изучению и их влияния на экономику
Кыргызстана.

## Награды
- Заслуженный деятель науки Кыргызстана (1992)[2]
- Государственная премия Кыргызской Республики в области науки и техники (1996)[2]
- Орден «Манас» III степени (2003)[2]
- Академическая премия имени академика И. Ахунбаева (1995)[3]
- Действительный член Российской академии естественных наук[1]
- Действительный член Международной академии социальных и педагогических наук[1]
- Действительный член Евразийской академии экономических наук[1]
- Почётный академик Инженерной академии Кыргызской Республики (1992)[3]
- Почётный академик Общественной академии имени Ч. Айтматова (1994)[3]
- Почётный академик Академии наук Сицилии (1995)[3]
- Действительный член Российской академии педагогических и социальных наук (1997)[3]
- Действительный член Международной евразийской экономической академии (1997)[3]
- Почётный член Центра культуры имени К. Ататюрка (1997)[3]